# 식물의 진화
식물의 진화(영어: evolution of plants)는 식물이 여러 단계에 걸쳐 복잡성을 증가시키면서 진화해 온 과정이다. 초기의 녹조류로부터 이끼, 선태식물, 석송속, 양치류, 겉씨식물 등을 거쳐 현재의 속씨식물에 이르게 되었다.

## 식물의 계통
화석으로 생물 변천 과정을 추측할 수 있는 지질시대 이후부터 현재에 이르기까지 동물은 식물이 만들어낸 물질을 이용하여 왔다. 따라서, 이와 같은 생각에 기초를 둔다면, 지구상에 최초로 등장한 생물은 독립 영양 식물이었을 것이다. 그러나 이러한 추측과 달리, 오늘날에는 오파린이 제창한 코아세르베이트설이 유력시되고 있다. 즉, 오파린은 원시 해양 속의 단백질·핵산·당류 등의 유기물들은 전하를 지니고 있어서 주위에 물분자들을 잡아당겨서 콜로이드 입자 상태로 존재하였으며, 이들 콜로이드 입자들은 서로 모여 간단한 막에 싸이면서 액체 방울을 이루어 주위와 경계를 이루게 되었다고 설명하고, 이를 '코아세르베이트'라고 불렀다. 그리고, 그는 원시 생명체는 이 코아세르베이트의 상태에서 출발했다고 가정하며 코아세르베이트가 주위에서 각종 무기물과 유기물을 흡수함으로써 점점 원시세포의 형태로 발전되어 갔다고 설명하였다. 실제로 코아세르베이트는 생김새가 아메바 등의 미생물 세포를 닮았고, 효소와 핵산이 존재할 경우 주변의 물질을 그 속으로 받아들이고 분열을 하며 증식하는 등 생명체와 유사한 활동을 하는 것을 관찰할 수 있다. 따라서, 이와 같은 코아세르베이트가 핵산이나 효소의 존재하에서 물질 대사 기능과 자기 복제의 기능을 갖게 됨으로써 원시 생명체가 탄생되어 현재에 이르는 단계에까지 진화되었다고 생각된다. 이처럼 원시 생명체가 유기물의 화학적 진화에 의해 만들어졌다면, 코아세르베이트는 다른 코아세르베이트와 합쳐지거나, 원시 바다의 유기물을 끌어들여 생활하고 있었을 것이므로, 원시 지구에 최초로 출현한 생물은 종속 영양 생물이었을 것이다.
한편, 초기의 종속 영양 생물이 증식하면서 해양 속에는 유기물들이 급격히 감소하였을 것이며,또 지구가 점차 냉각됨에 따라 유기물의 자연 합성도 점차 줄어들었을 것이다. 당시의 지구상에는 산소가 없었으므로 종속 영양 생물들의 무기 호흡, 즉 물 속에서 당과 같은 유기물을 얻어 분해함으로써 발생하기 시작한 이산화탄소는 해양과 대기 중에 점점 증가되어 갔다. 따라서 원시 생명체는 변화된 환경에 적응하여 살아남기 위해서는 새로운 생존 방법을 취해야만 하였다.

## 식물의 출현
이러한 상황에서 엽록소와 같은 색소를 갖는 생물이 출현해서 태양 광선을 이용하여 이산화탄소와 물에서 당류를 합성하고 산소를 방출하였다. 따라서, 대기 중에는 산소가 점차 증가되어 유기 호흡을 하는 독립 영양 생물이 서서히 출현하게 되었다. 초기의 독립 영양 생물은 홍색황세균이나 녹색황세균 등의 광합성 세균이었으나, 그 후 물을 분해하고 태양 에너지를 보다 효율적으로 이용하여 광합성을 하는 조류 등으로 진화되었다고 생각된다. 이와 같은 식물의 출현은 원시 생명체를 멸종의 위기로부터 구해냈다는 점에서 의의가 크다. 식물은 빛 중에서도 주로 가시광선을 이용하는데, 이 때 가시광선은 그 자체가 물을 분해하는 것이 아니라 색소체에 흡수됨으로써 광화학적인 산화·환원 반응에 이용되는 것이다. 빛 흡수를 좋게 하는 색소로서 오늘날 대표적인 것은 엽록소(클로로필) 등의 포르피린계 색소이다.
한편, 최초의 광합성이 오늘날 고등 식물이 하고 있는 광합성과 다른 원인은 색소체의 차이 때문이라고 추정할 수 있다. 예를 들어, 조류나 광합성을 하는 세균 가운데는 엽록소가 아닌 다른 동화 색소를 가진 것이 있는 것으로 보아 최초의 광합성 식물에서도 여러 가지 형의 색소체가 있었던 것으로 생각된다. 그러나 그 중에서도 엽록소가 가장 효율적인 광합성을 하기 때문에 이것을 가진 식물이 다양하게 진화되어 현재에 이르게 되었다고 추측된다. 녹색 식물에 의해 광합성이 행해지게 되면서 원시 해양 속에서 줄어져가던 유기물이 다시 공급되기 시작했고, 동시에 기체 상태의 산소가 대기 중에 방출되어 대기의 조성이 점차 변하게 되었다. 이와 같이 증가된 산소는 태양의 자외선을 흡수하여 그 일부가 오존이 되고, 이 오존이 대기의 상층을 덮는 오존층이 되어 생물에게 유해한 태양의 강한 자외선을 막아주었다. 따라서, 그 때까지 물 속에서만 살던 생물들은 육지로 올라와 육상 생활을 할 수 있게 되었다. 또, 대기 중의 암모니아와 메탄은 각기 산소와 반응하여 기체 상태의 질소와 이산화탄소로 바뀌었으므로 오늘날과 같은 대기가 조성되었다.
한편, 대기 중에 산소가 증가함으로써 광합성 생물의 에너지 대사계가 발달되어 산소 호흡이 가능하게 되었고, 이어서 산소 호흡을 하며 녹색 식물을 먹이로 하는 종속 영양 동물이 출현하게 되었다. 그리하여, 이들이 각각 환경에 적응하면서 여러 갈래의 진화 경로를 밟아 오늘날과 같은 다양한 생물종으로 진화하게 된 것이라 여겨진다.

## 단세포에서 다세포로
광합성을 한 최초의 생물은 당시 대기 중에 산소가 함유되어 있지 않았으므로 혐기적인 물질 대사를 하였을 것이다. 따라서, 오늘날과 같이 산소호흡을 하며 광합성을 하는 녹색 식물은 진화의 과정상 뒤늦게 출현하였을 것으로 보인다. 빛에너지를 이용하여 최초로 유기물을 합성했던 생물은 단세포이며, 이 분열에 의해서 번식하는 분열식물(세균식물과 남조식물)이었다. 먼저 혐기성인 홍색황세균이나 녹색황세균 또는 홍색세균이 나타나서 물 대신 황화수소나 수소가스를 이용하는 광합성이 이루어졌으며, 후에는 물 분해에 의해 수소를 이용하는 광합성이 나타남으로써 그 결과 산소가 점차 대기 중으로 방출되었다. 그 후 이러한 광합성 세균으로부터 남조식물이 진화되어, 이들의 광합성에 의해 대기중에는 더 많은 양의 산소가 축적되었을 것으로 생각된다.
한편, 화석으로 우리가 인식할 수 있는 가장 오래 된 생물은 모두 식물로 그 중 하나로 남아프리카 짐바브웨의 32억~35억 년 전에 퇴적된 암석 속에서 지름 10~100μ의 둥근 물체가 발견되었는데, 이것은 아마도 남조식물의 화석으로 추정된다. 또한, 25억년 전에 생긴 석회암을 전자 현미경으로 조사하였더니 길이 2~3μ의 세포 집합체가 들어 있었다. 이것은 이 무렵부터 석회질 조류나 세균들이 대량으로 생존하고 있었다는 증거이다. 북아메리카 슈퍼리어호 부근의 약 20억 년 전의 암석으로부터는 철세균·남조식물, 망간 및 철산화균이 검출되었고, 그 밖에 사상균도 발견되었다. 또, 남아프리카의 21억 년 전에 생긴 암석 속에서 황세균이 발견되어, 그 무렵에는 실 모양의 다세포체가 있었다는 것이 밝혀졌다.
한편, 전 세계 대부분의 철광상은 20억 년 전에 생긴 것인데, 이것은 물 속의 철세균에 의해 침전된 것이라고 한다. 이 침전된 형태는 산화철이므로 이미 그 무렵의 대기 중에는 산소가 많이 포함되어 있었을 것이며, 아마도 녹조식물의 출현 시기는 바로 이 무렵일 것으로 생각된다. 이 밖에, 캐나다 온테리오주의 건플린트 철광상과 함께 있는 흑규석에서는 19억 년 전의 조류가 발견되었다. 이 조류는 길쭉한 균사 모양으로 격벽이 있는 것과 없는 것, 별 모양의 것, 둥근 모양의 것 등 8종으로 구별된다. 이 화석에 함유된 탄소의 동위 원소를 분석해 봄으로써, 그것이 광합성에 의해서 만들어진 탄소 화합물임이 밝혀졌다. 격벽이 없는 균사상 조류는 다핵체 조류이며 현생 조류에서는 녹조식물인 청각·옥덩굴, 황록조류인 바우케리아·풍선말 등에서 알려져 있다. 이상에서 설명한 것을 대략 다음과 같이 간추릴 수 있다. 즉, 방사성 원소를 측정하는 방법에 의해서 지구의 나이는 45억 년이라고 추정되며, 지구상에 처음으로 지각이 형성된 것은 약 35억 년 전이다. 그리고 가장 오래 된 생물의 흔적은 32억-35억 년 전의 암석 속에서 볼 수 있으며, 그 10억 년 뒤에는 대기 중에 상당한 양의 산소가 생기게 되었고, 이 무렵 녹조식물이 나타났는데, 그 체제는 단세포에서 사상체, 또 사상체이며 격벽이 없는 다핵체로 복잡화되는 경향을 나타낸다.

## 조류의 다원성
조류의 각 문 사이에 동화 색소와 동화 산물이 다른 것은 각기 다른 과정을 통해 다른 계통으로 진화되었음을 나타낸다. 자외선이 대기 중의 오존에 흡수되지 않고 직접 지표에 이르렀을 무렵에 조류는 깊은 물 속에서 생활하고 있었다. 이러한 곳에는 대부분의 빛은 물을 통과하면서 흡수되므로, 파장이 짧은 청색광만이 도달된다. 따라서, 물 속으로 깊이 들어가면 녹색의 세계는 청색으로 바뀌게 된다. 청색광을 받아들이는 동화 색소는 홍조소(피코에리드린)로, 이것을 포함한 홍조식물과 남조식물은 가장 유연 관계가 깊다. 또한, 남조식물과 홍조식물은 생식 세포도 비슷하며, 세포 구조면에서도 매우 비슷하다.
한편, 이와 같이 원시적인 남조식물과 홍조식물이 출현하게 된 이후에, 대기 중에는 산소가 방출되고 오존량도 늘어나 자외선을 막아주게 되었다. 그러자 조류는 점차 물이 얕은 곳에서도 생활할 수 있게 되었으며, 먼저 갈조식물로부터 녹조식물에 이르기까지 여러 종류의 조류가 출현하여 수면에서 지상으로 그 생활권을 넓혀갔다. 이렇게 각각의 조류들이 서로 다른 동화 색소를 갖게 된 것은 바로 지구의 환경 변화 때문이었다. 일반적으로 조류의 세포벽은 단단하지 못하여 화석이 되기 어렵다. 그러나 석회질이 침적되는 특수한 세포벽을 가진 조류는 화석이 되기 쉬워 고생대의 캄브리아기 이후 오르도비스기에서 실루리아기에 이르는 시기에는 현생 조류와 비슷한 형의 조류를 볼 수 있게 되었다. 녹조식물인 청각과에 속하는 디모르포시폰(오르도비스기), 카에토크라주스(실루리아기), 삿갓말과의 베르니포레라(오르도비스기), 라프도포레라(실루리아기), 홍조식물인 석회조 데레세리데스(실루리아기), 솔레노포라(캄브리아기) 등이 이러한 예이다.

## 균류의 출현
균류도 조류와 마찬가지로 화석이 되기 어렵다. 균사가 단독으로 화석이 된 예는 매우 드물며, 대부분 식물 조직 속에 기생 또는 공생한 형태의 화석으로 발견된다. 데본기의 양치식물 뿌리나 뿌리줄기 속에서는 가끔 공생하고 있는 균사를 볼 수 있다. 종래에는 균류가 광합성 능력을 잃은 조류로부터 유래되었다고 생각하였다.

### 홍조식물 기원설
자낭을 갖는 자낭균류가 낭과를 가진 홍조식물에서 유래되었다고 하는 설이다. 이 두 종류는 생식 세포에 편모가 없다는 점에서도 일치한다. 또, 담자균류인 녹균도 홍조식물에서 갈라졌다고 보기도 한다.

### 녹조식물 기원설
다핵체의 균사를 가진 접합균류가 다핵체의 사상체를 가진 바우케리아 또는 청각으로부터 진화되었다고 하는 설이다. 그러나 바우케리아는 현재 황조식물인 황록조류에 편입되어 있다.

### 갈조식물 기원설
이모균류는 세포벽 성분이 조류와 마찬가지로 셀룰로오스이다. 또, 생식 세포는 깃털형 편모를 가지고 있다. 이러한 사실에서 균류는 갈조식물이나 황록조류에서 진화되었을 것이라고 생각되기도 한다. 그러나, 균류의 세포벽 성분은 조류와 전혀 다르므로 조류와는 기원이 다른 생물이며, 형태가 비슷한 것은 평행 진화 현상의 결과로 보인다. 균류의 기원에 대해서는 이 밖에도 여러 가지 학설이 있다.

### 원생동물 기원설
즉, 동물·식물의 구별을 할 수 없는 원생동물로부터 균류가 유래되었다고 여겨, 이른바 고생균류(하등한 균류의 모임)와 점균이 아메바 모양의 동물에게서 나와, 고생균류로부터 난균류나 통곰팡이류가 발생하게 되었다고 하는 주장이 있다. 또, 원생동물로부터 생식 세포에 1개의 편모를 가진 무리(일모균류), 2개의 편모를 가진 무리(이모균류), 편모를 가지지 않은 무리(접합균류·자낭균류·담자균류)로 각각 진화하였다고 보는 사람도 있다.

### 최근의 학설
근래에는 균류가 동물도 식물도 아닌 제3의 생물군이며, 제3의 기원을 가진다는 생각이 지지를 받고 있다. 한편, 균류를 식물이라고 여기는 것은 지구상에 최초로 출현한 생물은 식물이며 나중에야 식물의 생성물을 이용하는 종속 영양 생물이 나타나게 되었다는 학설에 근거를 두고 있다. 그러나 위의 사실은 생각에 불과할 뿐, 실제로는 생명의 기원이 종속 영양 생물이었다는 의견이 더 지배적이다. 따라서 종속 영양 생물인 균류를 식물과는 다른 기원을 가진 제3의 생물군으로 인정하고 있다.

## 식물의 상륙
선캄브리아기의 생물은 모두 물 속에서 살았다. 그러나 오존층이 만들어져 강한 자외선을 막아주게 되자, 식물계에서는 녹조식물과 마찬가지로 광합성을 하는 녹색 식물들이 점차 육상으로 진출하게 되었다. 조류에서는 녹조식물보다 오히려 갈조식물 쪽이 체제나 몸의 내부 구조가 복잡하여 때로는 뿌리·줄기·잎으로 보이는 것이 분화된 경우도 있고(미역·감태·모자반류), 또 줄기 내부에는 통기 조직과 같은 조직 분화를 볼 수 있는 것도 있다(모자반류). 그럼에도 불구하고 체제가 간단한 녹조식물만이 상륙하게 되고 복잡한 갈조식물은 상륙할 수 없었던 것은, 녹조식물은 체표에 큐티클층이 발달하여 체내의 수분 증발을 막고 건조에 견딜 수 있었던 반면, 갈조식물은 큐티클층이 없어서 건조에 약하였기 때문이다.
물 속의 조류가 어떻게 육상으로 진출하였는가는 양서류가 상륙할 수 있게 된 원인과 거의 비슷하다. 원시 지구의 대기 중에는 산소가 거의 없었으므로 자연히 오존도 전혀 없었다. 그 때문에 강한 자외선이 직접 지표에 도달하게 되므로 생물은 이것을 막아주는 깊은 물 속에서만 살아갈 수 있었다. 강한 자외선이 생물에게 얼마 만큼의 피해를 끼치는가는 살균 등에서 알 수 있을 것이다. 그 후, 조류의 광합성에 의해서 대기 중에 산소가 방출되자 산소(O2)의 일부는 번개의 방전 등에 의해 그 일부가 오존(O3)이 되어 대기권에는 오존층이 만들어지게 되었다. 이리하여 오존층은 강한 자외선을 막아주게 되어 지표는 어느 정도 생물이 살기에 적당한 환경으로 변모되었다. 따라서 물 속의 생물들은 점차 육상으로 생활권을 넓히게 되었다.
한편, 대기 중의 오존량이 현재와 거의 같아져 식물이 상륙할 수 있게 된 것은 화석으로 미루어 볼 때 고생대인 오르도비스기에서 실루리아기에 이르는 시기이다. 실루리아기가 끝날 무렵에는 가장 오래된 관다발식물로서 최초로 육상에 오르게 된 양치식물의 쿠크소니아가 나타났다. 그러나 실제로는 선태식물이 이보다 다소 빨리 상륙하였을 것으로 추정된다.

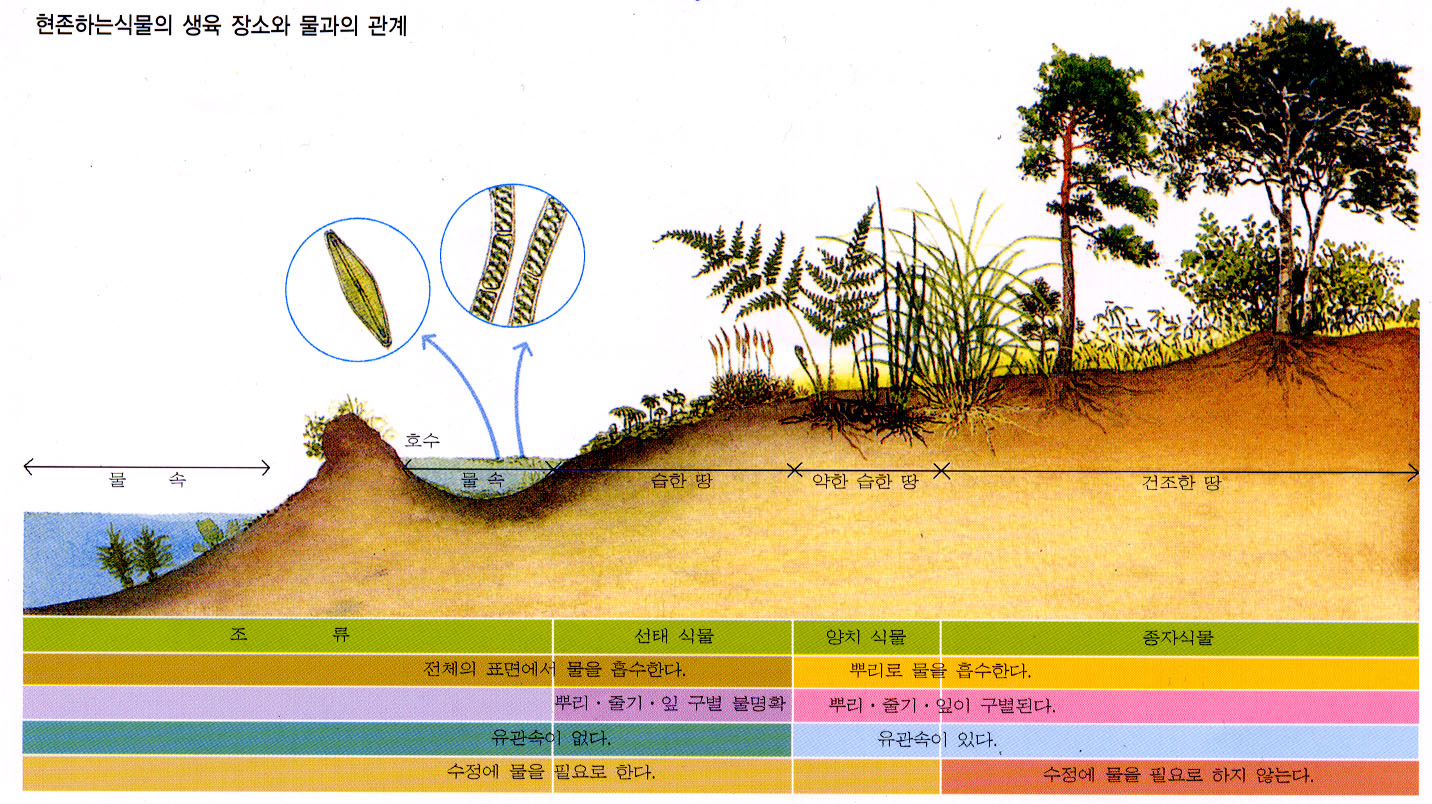
식물의 진화 과정

## 선태식물과양치식물
원시적인 상륙 식물로서는 현재 선태식물과 양치식물이 알려져 있으나 과연 어느 쪽이 먼저 상륙하였는가, 녹조식물에서 어느 쪽이 먼저 분화하여 나타났는가 하는 것에 관해서는 2가지 학설이 있다.
그 중 하나는 녹조식물에서 선태식물을 거쳐 양치식물로 진화해 왔다는 학설이며, 다른 하나는 녹조식물에서 먼저 양치식물이 분화되었다가 후에 선태식물로 축소·퇴화되었다고 생각하는 학설이다. 그러나 녹조식물·선태식물·양치식물의 체제나 내부 구조를 비교해 보면 비교적 앞의 이론이 더 수긍이 가므로 예전부터 많은 학자들에게 지지를 받아왔다.
1. 화석의 기록에서 선태식물 쪽이 양치식물보다 새로운 시대에서 발견된다. 즉, 양치식물(쿠크소니아)은 실루리아기 말에 나타나 데본기에는 다양하게 분화되어 있는 데 비해, 선태식물은 데본기에서의 기록은 극히 적고 석탄기 이후에 많이 알려져 있다.
2. 현존하는 선태식물을 비교해 보면 몸체가 축소하는 방향으로 진화하였다고 생각된다.

이러한 관점에서 보면, 타에니오크라다(데본기 중기의 양치식물)의 식물체와 우산이끼류의 어떤 종이 구조상으로 매우 비슷하므로 타에니오크라다에서 우산이끼류의 어떤 종이 분화되었고, 또 호르네오피톤(데본기 중기의 양치식물)의 포자낭 안에 축기둥이 있는 것으로 보아 호르네오피톤에서 뿔이끼류로 몸체가 축소화되었다고 생각된다. 이와 같이, 선태식물과 양치식물 사이의 진화 방향을 화석을 비교·해석하는 것만으로는 선태식물에서 양치식물로 커지면서 진화되었는가, 아니면 양치식물에서 선태식물로 축소하여 진화되었는가에 대한 결론이 나지 않는다. 그러나 식물계 전체의 진화적 흐름을 보고 판단하면, 조류로부터 관다발과 분화된 조직을 가진 양치식물이 직접 진화하였다고 생각하기는 어렵다. 즉, 조류와 양치식물을 계통적으로 직접 결부시킬 수 있는 화석은 전혀 알려져 있지 않을뿐더러, 이 둘 사이의 체제는 매우 다르며, 또한 타에니오크라다에서는 분명히 포자낭을 가진 개체(포자체)는 알려져 있으나, 장란기 또는 장정기를 가진 개체(배우체)는 알려져 있지 않기 때문이다(타에니오크라다는 포자체이다). 따라서, 선태식물의 몸체는 배우체이므로 생김새가 비슷하다고 하여 타에니오크라다와 우산이끼의 어떤 종을 직접 비교할 수는 없다.
한편, 선태식물에서와 같이 몸이 작아지는 방향으로 진화한 경향은 단지 선태식물에서뿐만 아니라 육상 식물 전체에서 볼 수 있다. 이것은 육상생활에서 건조에 견딜 수 있도록 적응하는 것인데, 즉 식물은 배우체를 축소시켜 적은 물 속에서도 수정할 수 있게 진화되어 왔다. 양치식물의 전엽체, 종자식물의 꽃가루관이나 배낭은 바로 이러한 예이다. 이러한 사실에서, 선태식물에서 볼 수 있는 몸의 축소화 경향은 양치식물에서 선태식물로 축소한 것과는 다른 뜻의 축소화라는 것을 알 수 있다. 그것은 건조화되는 환경에서 배우체가 커지는 방향으로의 진화는 있을 수 없고, 또 수정 기관인 장란기가 커지고 구조가 복잡하게 되었다는 이론도 이해하기 어렵기 때문이다. 수정에 필요한 물이 극단적으로 부족한 상태에서는 장란기는 간단하게 되며, 외부로부터 보호받는 구조가 될 것이다. 양치식물의 전엽체(배우체)는 포자체(이른바 양치식물의 몸)에 비해서 극단적으로 작고, 더욱이 장란기는 알을 가지고 있는 배부가 배우체의 조직 속에 묻혀 있어서 짧은 목부(경부)만이 조직 밖으로 나와 있을 뿐이며, 목부 속의 경구 세포는 1개(2핵성)인 것이 대부분이다. 반면, 선태식물의 장란기는 완전히 노출되어 있고, 또한 목부는 길며 몇 개의 경구 세포를 가지고 있다. 여기서 육상 생활을 해나가는 데 있어서 조직 속에 묻혀 보호되어 있던 장란기가 노출되는 방향으로 진화되었다고는 생각할 수 없다. 또한, 장란기의 형태로 보아도 양치식물에서 선태식물로 진화하였다고는 생각되지 않는다.

## 차축조식물의 특징
차축조식물은 녹조식물의 일부로 다루어지기도 하며, 독립된 문으로 취급되기도 한다. 녹조식물과 동화 색소와 동화 산물이 같다는 점에서는 녹조식물의 계통이라고 볼 수도 있다. 그러나 장란기와 장정기가 다른 조류처럼 단세포가 아니고 영양체 세포로 덮여 있으며, 특히 생란기가 겉보기에 선태식물 장란기의 조상형을 닮은 점과 접합 포자가 감수 분열하여 싹 틀 때 태류의 짧은 원사체와 비슷한 발아관을 만드는 점, 2개의 편모를 가진 S자 모양의 정자가 생기는 점 등은 녹조식물보다도 오히려 태류와 비슷하다. 차축조식물의 몸은 마디 부분과 마디사이 부분이 되풀이되어 이루어져 있고, 자성의 생식 기관인 장란기는 마디 사이 세포(절간 세포)에서 유래되는데, 그것을 둘러싸는 5개의 관세포는 마디부분 세포(절부 세포)에서 나뉘어 나온 것이다.
한편, 선태식물이나 양치식물의 장란기는 배우체 표면에 있는 1개의 세포로부터 난자와 그것을 둘러싸는 벽세포가 만들어진다. 따라서, 차축조식물의 장란기와 선태·양치식물의 장란기를 겉모양만으로는 비교할 수 없을지도 모른다. 그러나 노출된 단세포성 생란기가 영양 세포에 덮이게 되었다는 것은 육상에 오르기 위한 준비 단계로 보아야 할 것이다. 한편, 식물체의 성분을 보면 차축조식물에는 플라보노이드 화합물이 함유되어 있다. 이것은 조류에서는 볼 수 없던 물질이며, 특히 글루코플라본은 대부분의 선태식물에 보통 들어 있는 물질이다. 이 점에서도 차축조식물은 녹조식물보다 선태식물에 가깝다고 할 수 있다. 또, 양치식물보다도 선태식물 쪽이 차축조식물을 통해 녹조식물과 밀접하게 관련되어 있다고도 볼 수 있다.

## 화석이 되기 어려운 선태식물
식물의 상륙과 육상 식물의 진화를 이상과 같이 생각하면 양치식물보다 선태식물 쪽이 먼저 녹조식물에서 분화되었고, 또한 먼저 상륙한 것으로 생각된다. 그러나 현재까지의 화석 기록으로는 양치식물(실루리아기의 쿠크소니아) 쪽이 선태식물(데본기 후기의 헤파티키테스)보다도 오래된 것으로 알려져 있다. 이것은 선태식물의 몸 구조와 생태가 화석이 되기 어려웠기 때문이다. 한편, 데본기 중기로부터 분화되어 나타나기 시작한 양치식물은 몸 구조로 보아 건생식물인 초본이었던 것으로 추측된다. 이러한 사실은 데본기에 퇴적된 적색 사암으로부터 추정할 수 있다. 즉, 적색 사암은 고온·건조한 조건 아래에서 퇴적된 사암으로 당시가 열대 사막이었다는 것을 나타내 준다. 따라서, 이 곳에서는 큰 나무가 자라지 못하고 선태식물도 거의 생기지 못하였을 것이다. 데본기의 육상 식물 화석이 대부분 초본성 양치식물인 것은 바로 이 때문이다. 그러나 데본기에 큰 나무가 전혀 없었던 것은 아니다. 사막 속에도 오아시스가 있었을 것이며, 지형에 따라서는 늘 구름이나 안개가 끼는 언덕이 있었을 것이다. 이런 곳에서는 규모는 작지만 큰 나무로 이루어진 삼림이 생겨 그 아래에는 선태식물이 많이 자라고 있었을 것이다. 오늘날 '프라이 호르헤의 삼림'이라고 알려져 있는 아타카마 사막 남쪽의 반사막 지대에서 볼 수 있는 삼림은, 남극에서 흘러오는 훔볼트 해류의 수증기가 타리나이 산계에 부딪혀 성립된 것으로, 1,000km 이상의 남쪽에 자리 잡고 있는 온대림과 같은 성질을 가진다. 데본기의 아르카에오프테리스도 이러한 조건 아래에서 사막 속에 삼림을 이루었을 것이다. 이와 같이, 고온 다습한 곳에서는 선태식물의 유체가 부패하기 쉬운 반면, 세포벽의 목화가 두드러진 관다발식물, 특히 그 재는 화석으로 남을 수 있었다. 아르카에오프테리스는 삼림을 구성한 주요 수종이었다.

## 세대 교번의 역전
선태식물과 양치식물의 큰 차이점 중의 하나는 생활사의 우세한 세대가 서로 반대라는 점이다. 즉, 선태식물에서는 유성 세대(배우체)가 발달하며 무성 세대인 포자체는 배우체에 기생하여 생활한다. 양치식물에서는 포자체가 발달하며, 배우체는 독립 생활을 이루어나가지만 작게 축소되어 있다. 녹조식물을 살펴보면 대부분의 경우 배우체가 발달되어 있고, 차축조식물에서는 배우체만 있다. 따라서 생활사 면에서도 녹조식물은 양치식물보다 선태식물 쪽에 가깝다고 할 수 있다. 이와 같은 사실을 결론지어 볼 때, 배우체가 우세한 선태식물의 일부가 스포로고니테스·호르네오피톤·리니아 등의 원시양치강 식물을 지나 양치식물로 세대 교번형을 전환하였다고 생각된다.

## 포자에서 씨로
식물이 육상으로 진출한 후 부딪치게 된 최대의 어려움은 수정하기 위하여 물을 얻는 것이었다. 결국, 선태식물과 양치식물은 배우체를 습기 있는 곳에서 자라게 할 수밖에 없었다. 따라서, 지상의 더 건조한 곳으로 분포 영역을 넓히기 위해서는 배우체를 어떤 형태로든 건조로부터 보호할 필요가 있었다. 그러나 선태식물은 배우체 쪽이 포자체보다 크고, 더욱이 영양적으로도 포자체가 배우체에 기생하고 있는 상태이므로, 배우체 자체를 보호할 수는 없다. 이러한 이유 때문에 선태식물은 육상에서 그 생활권을 넓힐 수가 없었다. 이에 비해 양치식물은 포자체 쪽이 훨씬 크고, 그 중에는 작은 배우체를 더 소형화하여 포자의 두꺼운 벽 안에 성숙시키는 무리도 있다. 석송류(소엽류)인 부처손속·물부추속, 고사리류(대엽류)인 수생고사리류가 그것이다. 이들 양치식물의 포자는 크고 작은 2가지 형이 있어서, 소포자는 벽 안에서 싹이 트며 그 안에 약 10~20개 정도의 세포로 이루어지는 수배우체를 만든다. 이것은 1개의 전엽체 세포(영양 세포) 위에 1개(또는 2개)의 장정기가 얹힌 것이라고 볼 수 있다.
한편, 대포자도 벽 안에서 싹이 트는데, 이 때 암배우체는 수배우체보다 훨씬 크며, 장란기가 생겨서 배우체가 만들어질 때에는 그 생식상(生殖床)은 대포자벽을 뚫고 드러나게 된다. 또한, 부처손속의 일종인 셀라지넬라 루페스토리스의 대포자는 대포자낭에서 방출되지 않고 그 안에서 싹이 터서 암배우체를 만든다. 특히, 부처손속과 근연인 석탄기의 인목(레피도덴드론)에서는 그 배우체가 제3의 피막에 둘러싸여 있어, 현존하는 양치식물의 배우체보다 더 보호되어 있는 것을 볼 수 있다. 레피도카르폰이 그 예로, 이것의 대포자낭은 다시 대포자엽이나 여기에서 나온 돌기로 싸여 있다. 또한, 미아데스미아는 부처손속에 가까운 고생대의 초본인데, 이것의 대포자낭도 대포자엽에서 나온 돌기로 싸여 있다. 레피도카르폰이나 미아데스미아에서 대포자낭 속에 1개의 대포자 모세포가 생기고 이것이 감수 분열을 하여 4개의 대포자가 생기는 것은 부처손 속의 많은 종류와 같지만, 그 중 3개는 퇴화되며 결국 대포자 1개만이 성숙하게 된다. 즉, 대포자가 만들어진 곳에서 싹이 터서 배우자가 되고 이것이 수정하여 배를 만든다.
한편, 대포자낭을 둘러싸는 포자엽 또는 포자엽의 돌기를 주피라고 하는데, 이것은 레피도카르폰의 포자엽에 싸인 대포자낭을 씨의 조상형으로 보기 때문이다. 이와 같이 대포자낭(주심) 안에 1개의 대포자(배낭 세포)가 생기는 것, 주피를 가진 것, 대포자가 만들어진 곳에서 배우자가 생기고 이것이 수정하여 배를 만드는 것을 씨의 정의라고 하면, 레피도카르폰이나 미아데스미아는 씨의 조상형이라고 할 수 있을 것이다. 따라서, 속씨식물의 씨는 고사리류의 씨에서 유래되었다고 할 수 있다. 고사리류는 석송류인 레피도카르폰이 나타났을 무렵에 이미 완전한 씨가 발달되었다. 그 씨의 조상형은 후반에 알려진 아르카에오스페르마까지 거슬러 올라가는데, 주피는 석송류처럼 1장의 포자엽이나 그 돌기에서 유래하는 것이 아니라 몇 장의 잎이 유합하여 대포자낭을 둘러싸게 된 것이다.
한편, 양치식물에서는 수정하는 데 상당한 양의 물이 필요한데 이것은 전엽체의 장정기에서 나온 정자가 가까이에 있는 다른 전엽체의 장란기로 헤엄쳐 가야 하기 때문이다. 부처손속에서는 자성 전엽체가 들어 있는 대포 자낭의 벌어진 곳에 소포자가 이르게 되면, 그 소포자 안에 생긴 웅성 전엽체로부터 정자가 나와 장란기에 도달한다. 이 경우에도 적은 양의 물은 필요하다. 다만 고사리류와 달리 전엽체가 완전히 드러나지 않으므로 건조에 잘 견딜 수 있으며, 또 대포자 속에 다량의 영양분이 저장되어 있어 고사리류처럼 전엽체가 광합성을 할 필요가 거의 없다.
한편, 종자식물에서는 대포자낭(주심)은 주피에 싸여서 밑씨를 만드는데, 밑씨는 어미 식물에 붙어 있어서 배를 만들 때까지 모든 영양을 어미 식물에 의존하므로 배우체 형성에 지장이 없다. 이 때, 소포자(꽃가루)는 밑씨의 주공까지 도달하여 거기에서 꽃가루관(암배우체)을 내어 정자를 장란기까지 운반한다. 여기에서도 수정할 때 물이 필요한 경우가 있는데, 예를 들어 은행나무는 섬모가 있는 정자가 헤엄쳐 나오기 위해서는 적은 양의 물이 필요하다. 그러나 침엽수류나 속씨식물에서는 꽃가루관이 장란기(침엽수류)나 난장치(속씨식물의 배낭 윗부분에 있는 것으로, 1개의 난세포와 2개의 조세포로 되어 있다)까지 뻗어 정핵을 운반하므로, 수정할 때 물을 전혀 필요로 하지 않는다. 수정된 후 배가 자라기까지 필요한 모든 영양분은 어미 식물로부터 공급된다. 또한, 씨 속에는 배와 배젖이 있는데, 배는 잠시 생장을 멎고 휴면하며, 배젖에는 배가 자라는 데 필요한 영양분이 저장되어 있다. 이와 달리 포자에서 전엽체(배우체)가 생기고 그 곳에서 배가 생기는 번식법에서는 전엽체의 생육과 수정에 물이 필요하므로 그 생활권이 크게 제약을 받는다.
일반적으로 습기가 많은 곳에 고사리류가 발달하는 것은 바로 이 때문이다. 또, 고사리류에서는 배가 휴면하지 않고 계속 싹이 나와 포자체를 만들기 때문에, 포자체는 전엽체가 자란 곳 가까이에만 퍼지게 된다. 그러나, 씨를 만들어 번식하는 방법에서는, 배우체가 형성되어 배가 형성될 때까지 물이 전혀 필요하지 않고, 또한 배가 휴면하므로 그 동안 분포 범위를 넓힐 수 있다. 결과적으로 씨에 의한 번식은 포자에 의한 것보다 건조에 강할 뿐만 아니라 넓은 범위에 걸쳐 번식할 수 있다는 장점이 있다.

### 양치식물과 겉씨식물
선태형의 세대 교번을 거듭하던 원시양치류에서 솔잎란류(나경강)로 진화하여 양치형의 세대 교번이 확립되면서 여기서부터 석송류(소엽강)·속새류(설엽강) 및 고사리류(대엽강)로 전개된 것이 데본기 중엽이다. 그리고 거의 동시에 원시겉씨강이 역시 솔잎란류로부터 진화되어 있었다고 생각된다. 이러한 원시겉씨강에서 소철류와 침엽수류라는 겉씨식물의 두 큰 계열이 갈라져 나오게 되었다. 한편, 속새류는 현생종이나 화석종 모두 씨가 형성될 기색은 보이지 않는다. 석탄기의 칼라미테스에서 겨우 이형 포자를 볼 수 있으며, 여기에서도 대포자의 감소나 주피 형성은 전혀 볼 수가 없다. 따라서, 속새류와 현재의 종자식물 사이에는 아무런 계통적 유연 관계가 없다.

### 속씨식물의 출현
실루리아기에 육상으로 진출한 식물들은 적색 사암이 퇴적한 데본기에 여러 갈래로 분화되었는데, 그 중 한 갈래는 번식법이 건조에 적응되어 마침내 씨라는 형질을 만들어내게 되었다. 그 후 육상 식물 중의 속씨식물은 석탄기에서 페름기를 거쳐 점차 늘어났다. 즉, 석탄기에는 원시겉씨강에서 진화되었다고 생각되는 코르다이테스목·양치종자목이라는 겉씨식물의 2대 계통군이 발달하여, 페름기에서 트라이아스기를 거치는 동안 코르다이테스목으로부터는 침엽수목이, 양치종자목으로부터는 소철목·벤네티테스목이 갈라져 나와 발달하게 되었다. 페름기 말에서 트라이아스기 초에 걸쳐 지구상에는 두 번째로 적색 사암이 퇴적되었다. 즉, 지상에 두 번째의 고온·건조 시대가 들어섰다. 이때 포자로 번식하던 큰 목본성 양치식물(인목·봉인목 등)은 멸망하게 되고, 씨로 번식하는 속씨식물만이 살아남게 되었다.
한편, 이러한 환경 속에서 씨 자체는 건조한 환경에서 더욱 그것을 보호할 수 있는 방법을 강구하게 되었다. 외부에 노출되어 있던 고사리류의 전엽체에 비해, 겉씨식물의 배우체는 대포자벽,대포자낭(주심), 주피라는 3중의 보호 기관으로 덮여 있는데, 그 위에 다시 밑씨(씨) 자체가 대포자엽에 싸이게 되었다. 이와 같이 대포자엽이 접혀서 밑씨를 덮게 된 것이 씨방이다.
한편, 새로운 적색 사암이 모두 퇴적될 무렵에, 그린란드에는 카이토니아라는 식물이 자라고 있었다. 이 식물은 얼핏 보면 가지 끝에 1개씩의 씨가 붙어 있는 것처럼 보인다. 그러나 그 종단면을 보면, 그것은 씨가 아니고 10~20개 정도의 밑씨를 가진 대포자엽 자체가 안쪽에 말려들어가서 둥글게 된 것임을 알 수 있다. 따라서, 카이토니아는 씨방의 조상형을 가졌다고 볼 수 있으며, 또한 여기에서 볼 수 있는 작은 알맹이는 바로 나무 열매의 조상형이 라고 생각된다. 카이토니아의 대포자엽은 둥글게 말려 있으며, 밑부분 가까이에서는 입술 모양의 작은 돌기가 나와 입처럼 벌어져 있다. 이것은 마치 암술의 암술머리 같이 보이나, 실제로 카이토니아에서는 대포자엽에 싸인 밑씨의 주공에 꽃가루가 직접 도달함으로써 수분이 이루어진다. 즉, 이것은 겉씨식물의 수분 형태를 취하고 있다. 또한, 꽃가루도 소나무와 같이 양쪽에 공기 주머니를 갖고 있다. 이러한 점에서 볼 때 카이토니아는 겉씨식물을 닮았다고 할 수 있다. 그러나 밑씨는 속씨식물의 단계로 한 걸음 다가선 구조를 나타낸다. 이러한 카이토니아는 소철목이나 벤네티테스목과 마찬가지로 양치종자류에서 진화된 것이라고 생각되나, 양치종자류로부터 소철류보다 더 직접적인 영향을 받았으므로 중생대의 양치종자류라고도 불린다.
카이토니아는 포자엽이 밀집된 꽃을 갖지 않는다. 또, 영양체의 구조 및 조직도 알려져 있지 않다. 현존하는 속씨식물의 꽃이 어떠한 과정으로 발생되었는가를 알기 위해서는 고사리의 포자엽이 밀집된 꽃을 살펴보아야 하는데, 이러한 꽃은 소철목이나 벤네티테스목에서는 쉽게 찾아볼 수 있다. 특히, 벤네티테스목의 키카디오이데아의 끝은 긴 꽃대 위에 아래에서부터 포엽(화피), 깃털 모양의 소포자엽(수술), 대포자엽(1개의 밑씨가 꼭대기에서 생긴다)이 나선상으로 배열되면서 밀생하고 있어, 현존하는 목련목의 꽃을 연상시킨다. 목련목과 벤네티테스목의 유연 관계는 내부 구조의 특징에서도 알아낼 수 있다. 목련목 가운데는 속씨식물이면서 물관이 없고 헛물관만 가지고 있는 것이 있다. 이것은 벤네티테스류도 마찬가지로 이 두 종류의 헛물관은 원래 계문 모양(계단 모양)으로 비후되어 있다. 그런데 이러한 계문 헛물관은 양치식물에서 흔히 볼 수 있으므로, 원시적인 형이라고 할 수 있다. 고르타이테스형 꽃의 대포자엽이 카이토니아처럼 접혀서 밑씨를 보호하게 되면 그것은 목련형 꽃일 것이다. 현재 목련목이 가장 원시적인 속씨식물이라고 생각되고 있는 것은 바로 이와 같은 이유 때문이다.

## 자연 분류계
보통 우리 주변에서 흔히 볼 수 있는 식물은 종자식물이다. 따라서 린네는 24강 중 23강을 종자식물로 분류하였으며, 민꽃(은화)식물은 1강에 묶어 놓았다. 그러나 시대가 지남에 따라 민꽃식물의 다양성이 밝혀지게 되어 분류표 상에서 민꽃식물의 비율이 높아지게 되었다. 즉, 1940년 무렵부터 조류가 거의 현재와 비슷하게 세분화되고, 1960년대에는 균류의 새로운 분류가 제창되기에 이르렀다. 결과적으로 자연 분류의 역사는 민꽃식물의 세분과 고등식물의 통합이었다고 말할 수 있을 것이다. 다음 분류표에서는 균류의 새롭고 독창적인 분류법이 제시되어 있다. 특히, 균류를 식물로 다루지 않은 점은 바로 그러한 경우라고 생각할 수 있다.

### 균류
- (부속) 바이러스문 Vira 1. DNA바이러스 아문 Deoxyvira 2. RNA바이러스 아문 Ribovira
- Ⅰ. 미코플라스마문 Mycoplasmomycota a. 미코플라스마강 Mycoplasmomycetes
- Ⅱ. 세균문 Bacteriomycota a. 리케차강 Richettsiomycetes b. 진정세균강 Eubacteriomycetes c. 슈도모나스강 Pseudomonadomycetes
- Ⅲ. 점핵세균문 Myxobacteriomycota a. 점액세균강 Myxobacteriomycetes
- Ⅳ. 스피로헤타문 Spirochaetomycota a. 스피로헤타강 Spirochaetomycetes
- Ⅴ. 방선균문 Actinomycota a. 방선균강 Actinomycetes
- Ⅵ. 세포점균문 Acrasiomycota a. 라비린툴라강 Labyrinthulomycetes b. 아크라시아강 AcrasiomycetesⅦ. 점균문 Myxomycota a. 뿌리혹곰팡이강 Protoplasmodiomycetes b. 뿔먼지곰팡이강 Ceratiomyxomycetes c. 진정점균강 Myxomycetes
- Ⅷ. 깃털형통곰팡이문 Hyphochytridiomycota a. 깃털형통곰팡이강 Hyphochytridiomycetes
- Ⅸ. 난균문 Oomycota a. 난균강 Oomycetes
- Ⅹ. 통곰팡이문 Chytridiomycota a. 퉁곰팡이강 Chtrridiomycetes
- ⅩⅠ. 접합균문 Zygomycota a. 트리코미세스강 Trichomycetes b. 접합균강 Zygomycetes
- ⅩⅡ. 자낭균문 Ascomycota a. 원생자낭균강 Protoascomycetes b. 소방자낭균강 Loculoascomycetes c. 진정자낭균강 Euascomycetes
- ⅩⅢ. 담자균문 Basidiomycota a. 원생담자균강 Protobasidiomycetes b. 이형담자균강 Heterobasidiomycetes c. 진정담자균강 Eubasidiomycetes
- (부속) 지의류 Lichenes a. 자낭지의강 Ascolichenes b. 담자지의강 Basidiolichenes c. 불완전지의강 Deuterolichenes

### 식물
- Ⅰ. 남조식물문 Cyanophyta a. 남조강 Cyanophyceae
- Ⅱ. 홍조식물문 Rhodophyta a. 원시홍조강 Protofloridophyceae b. 진정홍조강 Florideophyceae
- Ⅲ. 황갈조식물문 Dinophyta a. 대편조강 Desmophyceae b. 와편조강 Dinophyceae c. 갈색편조강 Crytophyceae
- Ⅳ. 황조식물문 Chromophyta a. 황록조강 Xanthophyceae b. 황금조강 Chrysophyceae c. 규조강 BacillariophyceaeV. 갈조식물문 Phaeophyta a. 갈조강 Phaeophyceae
- Ⅵ. 유글레나식물문 Euglenophta a. 유글레나강 Euglenophyceae
- Ⅶ. 녹조식물문 Chlorophyta a. 녹조강 Chlorophyceae
- Ⅷ. 차축조식물문 Charophyta a. 차축조강 Charophyceae
- Ⅸ. 선태식물문 Bryophyta a. 뿔이끼강 Anthocerotae b. 태류강 Hepaticae c. 선류강 Musci
- Ⅹ. 관속식물문 Tracheophyta
  - 1. 양치식물 아문 Pteridophytina a. 원시양치강 Propteridopsida b. 솔잎란강(나경강) Psilopsida c. 석송강(소엽강) Lycopsida d. 속새강(설엽강) Sphenopsida e. 고사리강(대엽강) Pteropsida f. 원생겉씨강 Progymnospermopsida
  - 2. 겉씨식물 아문 Gymnospermophytina a. 양치종자식물강 Pteridospermopsida b. 소철강 Cycadopsida c. 은행나무강 Ginkgopsida d. 소나무강 Coniferae e. 주목강 Taxinae f. 마황강 Gnetopsida
  - 3. 속씨식물 아문 Angiospermophytina a. 쌍떡잎식물강 Dicotyledopsida b. 외떡잎식물강 Monocotyledopsida

## 같이 보기
- 고식물학